# Donald Ray McMonagle
Donald Ray McMonagle (*14. května 1952 v Flint, stát Michigan, USA), vojenský pilot, důstojník a americký kosmonaut. Ve vesmíru byl třikrát.

## Život

### Studium a zaměstnání
V roce 1970 zdárně ukončil střední školu Hamady High School ve městě Flint a poté absolvoval vojenskou akademii United States Air Force Academy. Stadium zde ukončil roku 1974 a pak pokračoval dalším studiem na California State University. Od roku 1975 sloužil pak v armádě jako vojenský pilot.
V letech 1987 až 1989 absolvoval výcvik u NASA a poté byl zařazen do oddílu astronautů. V něm zůstal do dubna roku 1997. U NASA pak zůstal do roku 2000 v různých řídících funkcích. Roku 2000 z NASA odešel pracovat v soukromém sektoru v Palm Beach.
Oženil se, jeho ženou se stala Janyce, rozená Mortonová.

### Lety do vesmíru
Na oběžnou dráhu se v raketoplánech dostal třikrát a strávil ve vesmíru 25 dní, 5 hodin a 34 minut. Byl 244 člověkem ve vesmíru.
- STS-39 Discovery (28. dubna 1991 – 6. května 1991), letový specialista
- STS-54 Endeavour 13. leden 1993 – 19. leden 1993, pilot
- STS-66 Atlantis (3. listopadu 1994 – 14. listopadu 1994), velitel